# 福佳里
福佳里，為台灣北部台北市士林區街上次分區中之一里。

## 歷史[3][4][5][6][4][7][8][9]
福佳里現今所屬範圍為日治時期之洲尾頭及福德洋部份地區，本里為1990年3月12日臺北市第四期里行政區域調整時，由新佳里、福祿里及福榮里文林路以西之區域合併而成。

### 新佳里
新佳里為1974年12月1日臺北市里行政區域調整時，由舊佳里以文林路為界，以西劃出本里，西以雙溪橋與洲美里為界；北隔外雙溪眺望建民里、德華里；東至文林路與舊佳里為界；以美崙街為界，南鄰福祿里、福榮里，於1990年3月12日臺北市第四期里行政區域調整時，與福祿里及福榮里文林路以西之區域合併。此地西部舊稱洲尾頭，因其西邊下游段與基隆河間的凸岸地域，名為洲尾，此地位於洲尾之上游，故稱洲尾頭。

### 福祿里
福祿里為1966年5月自福德里劃出，於1974年12月臺北市里行政區域調整時，將本里華榮街、華光街間的防火巷以東；美崙街、前街以南；北淡鐵路以西；中正路以北之地區劃出，另設福貴里，1981年4月1日臺北市第三期里行政區域調整時，復將福貴里華榮街以西併入本里，此時，以基隆河為界，西隔後港里、景祐里；南界以中正路與福德里、福樹里對望；東以華榮街與福榮里為界；北至美崙街，與新佳里為鄰，於1990年3月12日臺北市第四期里行政區域調整時，與新佳里及福榮里文林路以西之區域合併。

### 福榮里
福榮里為1974年12月1日臺北市里行政區域調整時，自福壽里以中山北路為界劃出，1981年4月1日臺北市第三期里行政區域調整時，將福貴里華榮街以東併入本里，此時，以中山北路五段為界，東隔志成里；南界以中正路與福德里、福文里對望；西以華榮街與福祿里為界；北至美崙街，與新佳里、舊佳里為鄰，於1990年3月12日臺北市第四期里行政區域調整時，福榮里文林路以西之區域與新佳里及福祿里合併，文林路以東之區域則併入舊佳里。

### 福貴里
福貴里於1974年12月臺北市里行政區域調整時由福祿里劃出。本里西至華榮街、華光街間的防火巷，與福祿里為鄰；北以美崙街、前街為界，與新佳里、舊佳里為鄰；東與福榮里以北淡鐵路為界；南隔中正路與福德里為界，1981年4月1日臺北市第三期里行政區域調整時，將本里華榮街以東併入福榮里，華榮街以西劃入福祿里。

## 里界
目前福佳里以中正路為界，南鄰福德里；以外雙溪為界，北眺德行里、建民里；以文林路為界，東鄰舊佳里；以士商路、承德路五段為界，西望後港里。

## 資料
- 人口數：共7897 人 (男性：3791人，女性：4106人) （2020年12月）
- 土地面積：0.5146 (平方公里)
- 人口密度：15345.8997 (人/km²)
- 性別比：92.33
- 戶數：3020 戶（2020年12月）
- 戶量：2.61 (人/戶)
- 鄰數：26 鄰

## 交通

### 公車
里界道路之中正路、文林路皆為臺北市之主要道路，故有許多公車路線經過，基河路、士商路亦有公車路線行經。
| 編號                                     | 路線起迄                           | 經營業者           |
| ---------------------------------------- | ---------------------------------- | ------------------ |
| 41 （页面存档备份，存于）                | 北士科－捷運大安站                 | 大都會客運         |
| 111                                      | 新莊－陽明山                       | 三重客運           |
| 206 （页面存档备份，存于）               | 天母－中華路                       | 光華巴士           |
| 218 （页面存档备份，存于）               | 新北投－萬華                       | 大南汽車           |
| 223 （页面存档备份，存于）               | 關渡－青年公園                     | 大南汽車           |
| 250 （页面存档备份，存于）               | 北士科－青年公園                   | 光華巴士           |
| 255 （页面存档备份，存于）               | 雙溪－臺北車站                     | 首都客運           |
| 255(區間車) （页面存档备份，存于）       | 北士科－雙溪                       | 首都客運           |
| 277 （页面存档备份，存于）               | 榮總站－松德站                     | 大都會客運         |
| 280 （页面存档备份，存于）               | 天母－公館                         | 中興巴士、光華巴士 |
| 280(直達車) （页面存档备份，存于）       | 天母－公館                         | 中興巴士           |
| 288 （页面存档备份，存于）               | 兒童新樂園－吳興街                 | 大南汽車           |
| 300 （页面存档备份，存于）（原重慶幹線） | 小南門－故宮博物院                 | 中興巴士           |
| 302 （页面存档备份，存于）               | 關渡宮－萬華                       | 大南汽車           |
| 303 （页面存档备份，存于）               | 大坪尾－捷運劍潭站                 | 首都客運           |
| 303(區間車) （页面存档备份，存于）       | 平等里－捷運劍潭站                 | 首都客運           |
| 304(重慶線) （页面存档备份，存于）       | 永和－故宮                         | 中興巴士           |
| 308 （页面存档备份，存于）               | 淡江大學－捷運劍潭站               | 指南客運           |
| 310                                      | 士林－板橋                         | 臺北客運           |
| 508 （页面存档备份，存于）               | 泰山公有市場－大同之家             | 三重客運           |
| 508(區間車) （页面存档备份，存于）       | 蘆洲－惇敘高工                     | 三重客運           |
| 529 （页面存档备份，存于）               | 兒童新樂園－新光醫院               | 大南汽車           |
| 536 （页面存档备份，存于）               | 台北海大－大同之家                 | 首都客運           |
| 557 （页面存档备份，存于）               | 東吳大學－天文科學館               | 中興巴士           |
| 606 （页面存档备份，存于）               | 榮總－萬芳社區                     | 大都會客運         |
| 616 （页面存档备份，存于）               | 泰山－天母                         | 中興巴士           |
| 618 （页面存档备份，存于）               | 士林－新莊                         | 首都客運           |
| 620 （页面存档备份，存于）               | 國立科教館－中華科技大學           | 光華巴士、大有巴士 |
| 680 （页面存档备份，存于）               | 麟光－天母                         | 光華巴士           |
| 683 （页面存档备份，存于）               | 北士科－南港高工                   | 光華巴士           |
| 815                                      | 三重－故宮博物院                   | 中興巴士           |
| 821                                      | 三芝－天文科學館                   | 中興巴士           |
| 864                                      | 天母-麟光                          | 淡水客運           |
| 957                                      | 淡海新市鎮－捷運劍南路站           | 淡水客運、指南客運 |
| 1801                                     | 基隆－石牌－臺北護理健康大學       | 國光客運           |
| 9006                                     | 基隆市－臺北市                     | 基隆客運、中興巴士 |
| 重慶幹線（原601）                        | 天母－東園                         | 大都會客運         |
| 承德幹線（原266）                        | 新北投－捷運市政府站               | 大南汽車           |
| 紅3                                      | 社子－台北花市                     | 光華巴士           |
| 紅3區                                    | 社子站－內湖科技園區               | 光華巴士           |
| 紅7                                      | 社子－捷運劍潭站                   | 首都客運           |
| 紅7區                                    | 社子－捷運劍潭站                   | 首都客運           |
| 紅10                                     | 台北海大－捷運劍潭站               | 光華巴士           |
| 紅10區                                   | 社子－捷運劍潭站                   | 光華巴士           |
| 紅12                                     | 捷運石牌站－天文科學館             | 中興巴士           |
| 紅15                                     | 社子－天母                         | 中興巴士           |
| 紅30                                     | 故宮－捷運劍潭站                   | 中興巴士           |
| 市民小巴8                                | 士林站－後港里                     | 光華巴士           |
| 市民小巴12                               | 捷運芝山站－社子里                 | 三重客運           |
| 內科通勤專車13                           | 天母－內湖科技園區                 | 大都會客運         |
| 內科通勤專車15                           | 天母－內湖科技園區                 | 大南汽車           |
| 內科通勤專車16                           | 北投－內湖科技園區                 | 光華巴士           |
| 內科通勤專車17                           | 士林－內湖科技園區                 | 光華巴士           |
| 南軟通勤專車北投線                       | 新北投－南港軟體園區               | 大南汽車           |
| 三重-內科跳蛙公車                        | 麗寶大樓－三重站                   | 中興巴士           |
| 兒樂1號線                                | 兒童新樂園－捷運芝山站、捷運士林站 | 中興巴士、光華巴士 |
| 兒樂2號線                                | 兒童新樂園－捷運劍潭站             | 中興巴士、光華巴士 |
| 通勤9                                    | 惇敘高工－蘆洲                     | 三重客運           |
| F317                                     | 蘆洲區公所－陽明醫院               | 蘆洲區公所         |

| 編號 | 路線起迄           | 經營業者 |
| ---- | ------------------ | -------- |
| 216  | 新北投－捷運劍潭站 | 大南汽車 |
| 290  | 榮總－大鵬新城     | 欣欣客運 |

#### 公車站
- 文林路
  - 士林（往南）
- 中正路
  - 士林國中（往西）
  - 士林區行政中心（中正）（往西）
- 文昌路
  - 新光醫院（往南）
  - 新光醫院（往北）
- 基河路
  - 士林站（往南）
  - 士林站（往北）
  - 天文科學館（往南）
  - 天文科學館（往北）
- 基河路396巷
  - 國立科教館（往西）
  - 國立科教館（往東）
- 士商路
  - 士林高商（往北）
  - 兒童新樂園（往西）
  - 兒童新樂園（往東）

### 道路[11]
（包含聯外道路、數字編號巷弄和里界道路）
- 文林路
  - 495巷
  - 587巷
    - 3弄
    - 7弄
    - 9弄
    - 11弄
    - 15弄
- 中正路
- 華榮街
- 貴富街
- 華光街
- 中興街
- 華興街
- 華聲街
  - 14巷
- 美崙街
  - 8巷
  - 49巷
  - 62巷
  - 82巷
  - 84巷
  - 86巷
  - 91巷
  - 152巷
- 大光街
- 文昌路
  - 140巷
  - 154弄
  - 155巷
  - 169巷
  - 179巷
- 基河路
  - 300巷
  - 396巷
- 士商路
- 承德路五段

### 橋樑
- 士林橋（文林路）
- 文昌橋（文昌路）
- 雙溪橋（承德路五段）

## 文化、設施與景點
- 財政部臺北國稅局士林稽徵所
- 臺北市稅捐稽徵處士林分處
- 華聲廣播公司
- 新光吳火獅紀念醫院
- 國立臺灣科學教育館
- 臺北市立天文科學教育館
- 臺北市立兒童新樂園
- 華榮街市場
- 臺北市立圖書館士林分館（重建中，閉館期間之臨時替代館位於天文館2樓圖書室）
- 士林中正路郵局
- 光華巴士士林站
- 文昌社區
- 華聲公園
- 新佳公園
- 美崙公園
- 雙溪河濱公園

## 街上次分區各里疆域沿革
| 民國35年1月 | 民國43年2月 | 民國55年5月 | 民國63年12月 | 民國70年4月                             | 民國79年3月                  |
| ----------- | ----------- | ----------- | ------------ | --------------------------------------- | ---------------------------- |
| 仁化里      | 仁化里      | 仁化里      | 仁化里       | 仁禮里                                  | 仁勇里                       |
| 智勇里      | 智勇里      | 智勇里      | 智勇里       | 智勇里                                  | 仁勇里                       |
| 禮文里      | 禮文里      | 禮文里      | 禮文里       | 併入福文里、 並分別與仁化里、義方里合併 |                              |
| 義方里      | 義方里      | 義方里      | 義方里       | 義信里                                  | 義信里                       |
| 信忠里      | 信忠里      | 信忠里      | 信忠里       | 併入義信里、福文里、仁禮里              |                              |
| 福林里      | 福林里      | 福壽里      | 福壽里       | 福壽里                                  | 福志里                       |
| 福林里      | 福林里      | 福壽里      | 志成里       | 志成里                                  | 福志里                       |
| 福林里      | 福林里      | 福壽里      | 福榮里       | 福榮里                                  | 與新佳里、福祿里合併(福佳里) |
| 福林里      | 福林里      | 福林里      | 福林里       | 福林里                                  | 福林里                       |
| 福林里      | 福德里      | 福德里      | 福文里       | 福文里                                  | 福林里                       |
| 福林里      | 福德里      | 福德里      | 福樹里       | 福樹里                                  | 福德里                       |
| 福林里      | 福德里      | 福德里      | 福德里       | 福德里                                  | 福德里                       |
| 福林里      | 福德里      | 福祿里      | 福祿里       | 福祿里                                  | 與新佳里、福榮里合併(福佳里) |
| 福林里      | 福德里      | 福祿里      | 福貴里       | 併入福榮里、福祿里                      |                              |
| 舊佳里      | 舊佳里      | 舊佳里      | 舊佳里       | 舊佳里                                  | 舊佳里                       |
| 舊佳里      | 舊佳里      | 舊佳里      | 新佳里       | 新佳里                                  | 與福祿里、福榮里合併(福佳里) |